# Artistas para la Habana
Artistas para la Habana és una sarsuela amb llibret de Rafael Maria Liern i Augusto Madán i música de Francisco Barbieri. Es va estrenar el 1877, sent una de les sarsueles més famoses a l'Estat espanyol a finals del segle xix. Amb la derrota espanyola a la Guerra de Cuba, l'obra perd popularitat, esdevenint desconeguda per la dècada del 1980. El 1984 es recupera amb una adaptació de José María Rodríguez Méndez, i direcció escènica d'Enrique Benlloch.